# Ataco
Ataco est une municipalité colombienne située dans le département de Tolima.